# Euceramia
Euceramia är ett släkte av svampar. Euceramia ingår i familjen Chaetothyriaceae, ordningen Chaetothyriales, klassen Eurotiomycetes, divisionen sporsäcksvampar och riket svampar.
|           | Phaeosaccardinula                     |
|           |                                       |
|           | Yatesula                              |
|           |                                       |
|           | Biciliopsis                           |
|           |                                       |
|           | Chaetothyrium                         |
|           |                                       |
| Euceramia | \| \| Euceramia palmicola \| \| \| \| |
|           | \| \| Euceramia palmicola \| \| \| \| |
|           | Cyphellophora                         |
|           |                                       |
|           | Ceramothyrium                         |
|           |                                       |
|           | Kazulia                               |
|           |                                       |
|           | Merismella                            |
|           |                                       |
|           | Microcallis                           |
|           |                                       |
|           | Treubiomyces                          |
|           |                                       |
|           | Actinocymbe                           |
|           |                                       |
|           | Euceramia palmicola                   |
|           |                                       |

|  | Euceramia palmicola |
|  |                     |